# Ciutat Lliure de Danzig

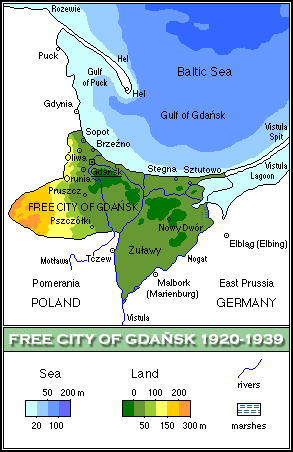
El territori de la Ciutat Lliure de Danzig, 1920-1939.

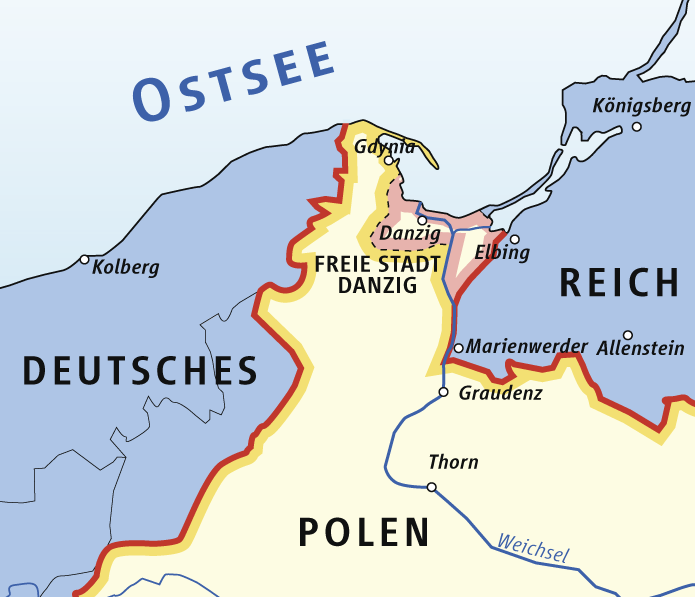
Mapa d'ubicació de la Ciutat Lliure de Danzig en el seu entorn.

La Ciutat Lliure de Danzig i l'Imperi alemany, 1925.

La Ciutat Lliure de Danzig (en alemany: Freie Stadt Danzig, en polonès: Wolne Miasto Gdańsk) va ser una ciutat estat autònoma establerta el 10 de juny de 1920 a l'actual ciutat polonesa de Gdańsk (de 1772 a 1920, part de Prússia), d'acord amb la Part III, secció IX, del Tractat de Versalles (1919). Danzig deixava de formar part d'Alemanya i quedava sota la tutela de la Societat de Nacions, si bé Polònia hi obtenia alguns privilegis econòmics.
El lema de la Ciutat Lliure era, en llatí, "nec temere, nec timide" ("ni temerària, ni poruga"), tenia per idiomes oficials l'alemany i el polonès, i moneda pròpia: el florí de Danzig (Danziger gulden), dividit en 100 pfeninge. El territori de Danzig era de 1.966 km², i la seva població 366.730 habitants (1923). Limitava al nord amb la mar Bàltica, a l'est amb Alemanya (Prússia Oriental) i a l'oest amb Polònia (l'anomenat "corredor polonès" o "corredor del Bàltic").
La ciutat va perdre la seva condició de «ciutat lliure» després de ser annexionada a l'Alemanya nazi el 2 de setembre de 1939 i posteriorment a Polònia després del final de la Segona Guerra Mundial (1945).

## Origen
Danzig (l'actual Gdańsk) ja havia tingut a l'edat mitjana la condició de ciutat estat, quan formava part de la Lliga Hanseàtica. Va obtenir la condició d'estat semiautònom sota el domini de l'emperador Napoleó Bonaparte el 1807. Després del Congrés de Viena, el 1815, la ciutat va ser reintegrada a Prússia. El 1920, després del Tractat de Versalles, Danzig va recuperar la seva antiga autonomia, encara que sota el control de Polònia i de la Societat de Nacions.

## Establiment de la ciutat estat

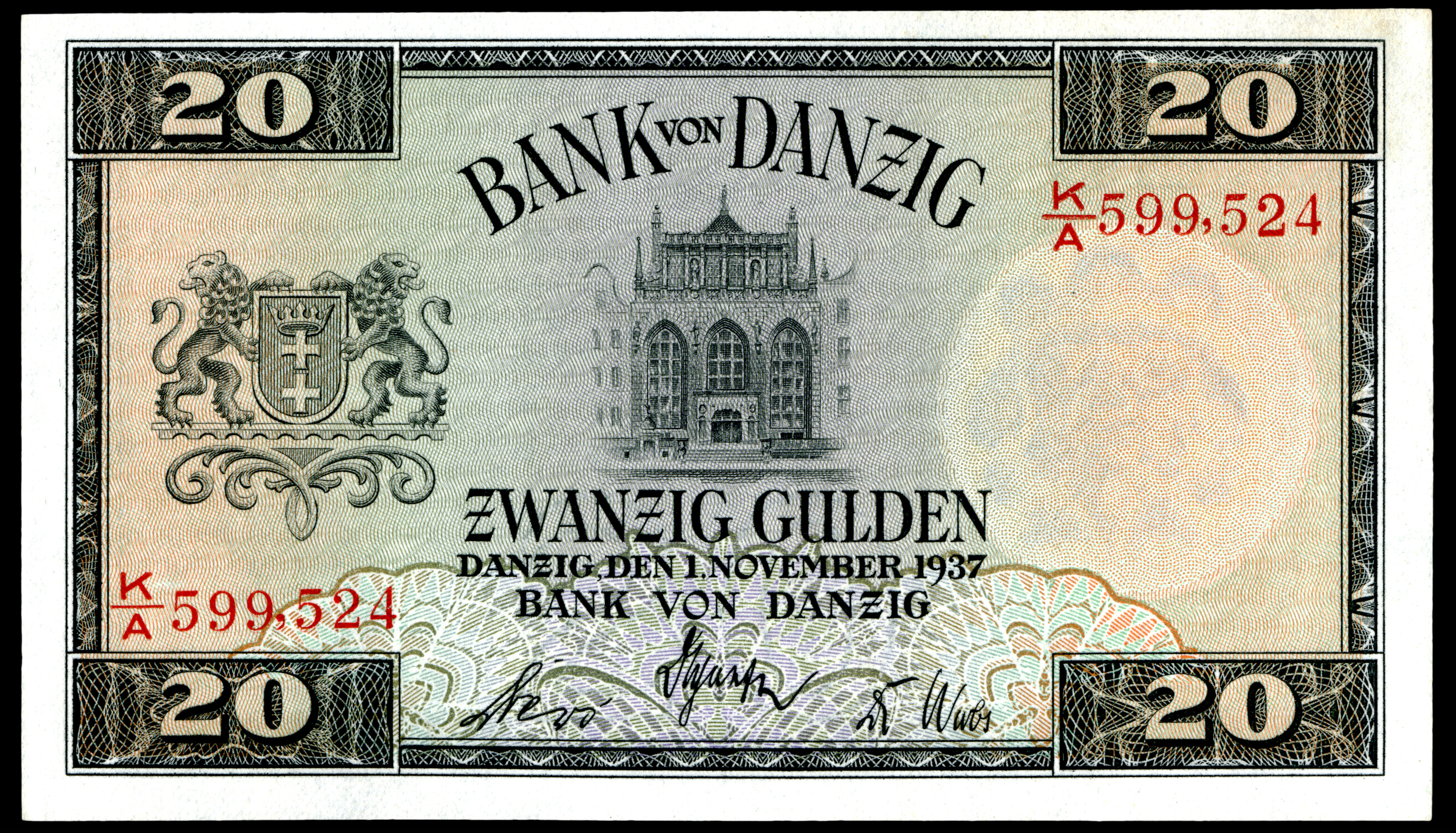
Bitllet-moneda de la Ciutat Lliure.

En finalitzar la Primera Guerra Mundial, la ciutat de Danzig s'havia convertit en un centre de disputes territorials. D'una banda, Alemanya reclamava el territori per la seva enorme població d'origen germànic (el 95%, essent la resta caixubis i polonesos); i de l'altra, Polònia la reclamava per ser la seva única via d'accés a la mar Bàltica. Finalment, la condició de potència derrotada va deixar Alemanya sense possibilitats de defensar la seva població.
L'origen legal de la nova ciutat estat es troba el 1919 en la firma del Tractat de Versalles (articles 100-108), en el qual s'establia el següent:
- La ciutat de Danzig no es constitueix com a estat, sinó com a ciutat internacional lliure, governada com una república.

- Comptava amb una Constitució, redactada el 1922, la qual estava garantida per la Societat de Nacions, i que establia un Senat i una Dieta.

- Referent a Polònia, la ciutat de Danzig havia de garantir als vaixells polonesos un tracte d'igualtat; més endavant, el 13 d'agost de 1932 i el 18 de setembre de 1933 es va establir una regulació per als vaixells de guerra polonesos.

- Danzig i Polònia constituïen una unió duanera.

- Els ferrocarrils de la Ciutat Lliure eren de lliure utilització per a l'estat polonès.

- Danzig era una zona franca, administrada per un "Consell del Port", compost per comissaris d'ambdós estats.

- Diplomàticament, Danzig no tenia cap dret actiu de legació en altres països, i el representant polonès a la ciutat no era un ambaixador, sinó que era qualificat de "Comissari General" amb residència a Danzig. Les relacions diplomàtiques que involucressin a la Ciutat Lliure eren sota direcció de Polònia previ acord de Danzig.

- La Societat de Nacions tenia al seu càrrec la protecció de la ciutat, la qual estava garantida per l'article 10 de la Constitució.

## Pèrdua de l'autonomia
La crisi de Danzig va precedir immediatament la Segona Guerra Mundial. Va ser l'última reivindicació irredemptista que el Canceller alemany Adolf Hitler va exigir després d'haver aconseguit la remilitarització de Renània i l'annexió d'Àustria i dels Sudets. La crisi va començar l'abril de 1939, moment elegit per Hitler per llançar un discurs al Reichstag en el que exigeix la restitució de la ciutat de Danzig, així com un ferrocarril i una carretera extraterritorials per poder creuar lliurement el Corredor polonès (que separava Prússia Oriental de la resta del territori alemany des del final de la Primera Guerra Mundial a conseqüència del Tractat de Versalles).
La matinada de l'1 de setembre de 1939, el cuirassat alemany "Schleswig-Holstein" va donar inici a la Segona Guerra Mundial bombardejant el fort polonès de Westerplatte, a les costes de la mar Bàltica. L'endemà, el govern de Danzig va demanar la seva annexió a l'Alemanya Nazi sota el lema hitlerià Danzig ist eine Deutsche Stadt und will zu Deutschland ("Danzig és una ciutat alemanya i vol pertànyer a Alemanya"). Uns 10.000 polonesos van ser assassinats en la primera setmana d'ocupació.
Cap al final de la guerra, el 1945, un 90% la ciutat fou destruïda pels combats. L'Exèrcit Roig soviètic va entrar a Danzig el 30 de març. En aquella època, gairebé el 90% de la població havia fugit o mort, sent digna de recordar la tragèdia del transatlàntic "Wilhelm Gustloff". La ciutat va ser cedida definitivament a Polònia després de la Conferència de Potsdam. El 1947 126.472 alemanys havien estat expulsats de Gdańsk, i 101.873 polonesos de la Polònia central, i 26.629 de la Polònia oriental, obligats a traslladar-se a la ciutat pels soviètics, que havien annexionat aquests territoris a la Unió Soviética.

## A la ficció
La històrica ciutat de Danzig constitueix l'escenari principal de la celebrada novel·la del Premi Nobel alemany Günter Grass El tambor de llauna, el protagonista de la qual havia nascut durant el període de la Ciutat Lliure de Danzig.